# Grecia en los Juegos Olímpicos de Garmisch-Partenkirchen 1936
Grecia estuvo representado en los Juegos Olímpicos de Garmisch-Partenkirchen 1936 por un deportista masculino que compitió en dos deportes.
El portador de la bandera en la ceremonia de apertura fue el esquiador alpino Dimitrios Negrepontis. El equipo olímpico griego no obtuvo ninguna medalla en estos Juegos.